# Ruud van der Velden
R.T.J. (Ruud) van der Velden (1964) is een Nederlandse politicus. Van 27 juni 2020 tot 14 september 2023 was hij partijvoorzitter van de Partij voor de Dieren. Sinds 29 maart 2018 is hij lid van de gemeenteraad van Rotterdam.

## Biografie
Van der Velden is geboren in Amsterdam en opgegroeid in Rotterdam. Hij ging naar het havo en is actief als eigenaar van een kunsthandel in Hillegersberg die gespecialiseerd is in de aan- en verkoop van schilderijen, aquarellen en andere werken op papier van Nederlandse en Belgische kunstenaars uit de periode van 1880 tot nu.
Van der Velden werd na de gemeenteraadsverkiezingen van 2014 actief voor de Partij voor de Dieren als burgerraadslid in Rotterdam. Van 2015 tot 2018 was hij afdelingsvoorzitter van de Partij voor de Dieren in Zuid-Holland. Hij stond op nummer 21 van de kandidatenlijst van de Partij voor de Dieren voor de Tweede Kamerverkiezingen van 2017.
Van der Velden werd na de gemeenteraadsverkiezingen van 2018 verkozen tot gemeenteraadslid en hij werd fractievoorzitter van de Partij voor de Dieren in Rotterdam. Hij werd wederom lijsttrekker van de PvdD voor de gemeenteraadsverkiezingen van 2022. Van juni 2018 tot oktober 2019 was hij lid van het partijbestuur van de PvdD.
Van der Velden werd in oktober 2019 - na het ontslag van Sebastiaan Wolswinkel als partijvoorzitter - waarnemend partijvoorzitter van de PvdD. In juni 2020 werd hij door de leden van de PvdD verkozen tot nieuwe partijvoorzitter. In december 2020 werd hij verkozen tot Beste Politicus van Rotterdam in 2020.  In september 2023 trad hij af als partijvoorzitter.
Van der Velden werd in april 2024 benoemd tot voorzitter van de vertrouwenscommissie voor de aanbeveling tot benoeming van een nieuwe burgemeester voor Rotterdam. In de gemeenteraadsvergadering van 4 juli 2024 maakte Van der Velden bekend dat de gemeenteraad had besloten om Carola Schouten aan te bevelen als nieuwe burgemeester van Rotterdam. 
In april 2025 zegde hij, samen met fractiegenoot Sabrina van de Peppel, zijn lidmaatschap van de PvdD op vanwege de steun van de landelijke partij voor hogere defensie-uitgaven.